# Stephen D. Durrant
Stephen David Durrant (* 11. Oktober 1902 in Salt Lake City, Utah; † 11. November 1975 ebenda) war ein US-amerikanischer Mammaloge und Hochschullehrer.

## Leben
Durrant war der Sohn von Stephen Thomas und Martha Harman Durrant. Nach seinem Highschool-Abschluss verbrachte er von 1922 bis 1925 in Europa, hauptsächlich im französischen Teil der Schweiz, wo er als Missionar für die Kirche Jesu Christi der Heiligen der Letzten Tage tätig war. Nach Beendigung seiner Missionsarbeit nutzte er die Gelegenheit, durch Europa und den Nahen Osten zu reisen. Nach seiner Rückkehr nach Utah schrieb er sich 1925 am Weber Junior College in Ogden ein. In den Sommern 1925 und 1926 arbeitete er als Fernfahrer für eine Firma in Ogden. 1926 schrieb er sich an der University of Utah ein, wo er 1929 den Bachelor of Arts im Hauptfach Moderne Sprachen mit dem Schwerpunkt Französisch erhielt. Im Rahmen seines Grundstudiums belegte er Zoologielehrgänge bei William W. Newby (1902–1977) und entwickelte durch ihn ein Interesse an der Säugetierkunde. Newby brachte ihm die Präparation von Säugetierhäuten bei und empfahl Durrant für ein Lehrstipendium für die Graduiertenarbeit. 1931 machte er mit der Dissertation The Game-birds of Utah seinen Master-Abschluss in Zoologie bei Ralph Vary Chamberlin.
Das akademische Jahr 1931/1932 verbrachte er an der University of Minnesota, wo er erneut ein Lehrstipendium erhielt; gleichzeitig nahm er ein Angebot von Chamberlin an, als Dozent für vergleichende Anatomie nach an die University of Utah zurückzukehren. Im akademischen Jahr 1938/1939 begann Durrant ein Doktoratsstudium in Mammalogie bei E. Raymond Hall an der University of California, Berkeley, aber seine Pläne für den Erwerb des Doktortitels änderten sich, als Hall 1944 an die University of Kansas wechselte, um dort Vorsitzender des Fachbereichs Zoologie und Direktor des Naturhistorischen Museums zu werden.
Durrant folgte Hall schließlich nach Kansas, wo er 1950 mit der Dissertation The mammals of Utah: taxonomy and distribution zum Ph.D. promoviert wurde. Nach seiner Promotion ging Durrant zurück an die University of Utah, wo er vom Assistant Professor zum ordentlichen Professor aufstieg.
Durrants Forschungen befassten sich hauptsächlich mit der Verbreitung und Systematik der Säugetiere von Utah. Die Gattung der Gebirgs-Taschenratten (Thomomys) bildete dabei seinen Forschungsschwerpunkt. Von 24 gültigen Unterarten von Kleinsäugern (insgesamt waren es 37), die er und seine Mitarbeiter benannten, waren 14 Taschenratten. Weitere Erstbeschreibungen widmeten sich den Erdhörnchen, den Kängurumäusen und -ratten sowie den Taschenmäusen.
Von 1958 bis 1962 nahm er als Feldstudienleiter und Säugetierforscher an den Erhebungen im Einzugsgebiet im Oberlauf des Colorado River teil. Seine jahrelange Feldarbeit, bei der er und seine Studenten rund 27.000 Exemplare sammelten, und seine profunden Kenntnisse der Säugetierfauna von Utah gipfelten 1952 in der Veröffentlichung des Buches Mammals of Utah, Taxonomy and Distribution, das die taxonomischen Zusammenfassungen von 247 Arten und Unterarten von Säugetieren aus Utah sowie Durrants Erklärungen für den Ursprung dieser Vielfalt enthält. Im Wesentlichen erklärt er, dass die geographische und hydrologische Geschichte der Region, insbesondere das pleistozäne Bonneville-Seebecken, die reproduktive Isolation und die anschließende Art- oder Unterartbildung begünstigte.
Durrant betreute 36 Hochschulabsolventen, von denen einige unter seiner Leitung sowohl den Master als auch den Doktortitel erwarben. Durrant trat der American Society of Mammalogists im Jahr 1934 bei. Neben der Präsidentschaft von 1960 bis 1962 war er von 1951 bis 1955 Direktor sowie von 1956 bis 1960 Vizepräsident. Der Ausschuss für internationale Beziehungen, einer der produktivsten der Gesellschaft, wurde während seiner Amtszeit als Präsident gegründet. Zudem war er Mitglied und oft auch Vorsitzender von sechs ständigen Ausschüssen.
Daneben war er Mitglied von Sigma Kappa Phi, Phi Kappa Phi, Phi Sigma, Sigma Xi, American Association of University Professors, The Wildlife Society, Society of Systematic Zoology, Society for the Study of Evolution, der Biological Society of Washington und der Utah Academy of Sciences, Arts and Letters.

## Privates
Im Sommer 1933 lernte Durrant während eines Lehrgangs an der University of California, Berkeley Sylvia Jane Burt kennen, die von Salt Lake City aus dort Urlaub machte. Sie heirateten im Dezember desselben Jahres. Aus dieser Ehe gingen eine Tochter und eine Tochter hervor. 1947 wurde zum ersten Mal eine Krebserkrankung bei Durrant diagnostiziert, als ein bösartiger Tumor aus seiner Blase entfernt wurde. Im Herbst 1974 erlitt er während eines Jagdausfluges einen heftigen Hustenanfall. Bei einer anschließenden Röntgenaufnahme wurde ein großer Tumor in der linken Lunge festgestellt, der durch Bestrahlung entfernt werden konnte. Die bösartigen Zellen hatten jedoch Metastasen gebildet, von denen einige das Gehirn erreichten. Er starb am 11. November 1975.

## Ehrungen und Dedikationsnamen
Zu den Ehrungen, die Durrant im Laufe seiner Karriere erhielt, gehörten die Ernennung zum Ehrenmitglied der ASM im Jahr 1971, der Distinguished Teaching Award der University of Utah, der Distinguished Service Award der Utah Academy of Sciences, Arts and Letters und die Einrichtung des Stephen D. Durrant Memorial Scholarship an der University of Utah. Nach Durrant sind die Unterart Thomomys talpoides durranti der Nördlichen Taschenratte sowie die Unterart Dipodomys ordii durranti der Ord-Kängururatte benannt.